# Garrett vs. Paganini
Garrett vs. Paganini ist das sechzehnte Album des deutschen Violinisten David Garrett.
Das Album wurde am 25. Oktober 2013 veröffentlicht. Es steht im Zusammenhang mit dem am 31. Oktober in den deutschen Kinos angelaufenen Film „Der Teufelsgeiger“ von Regisseur Bernard Rose, der sich (mit Garrett in der Hauptrolle) mit Aufstieg und Fall Niccolò Paganinis beschäftigt.

## Hintergrund
Im Titel „Garrett vs. Paganini“ ist das „versus“ nicht als „gegen“, sondern viel mehr als „gegenüber“ zu verstehen. „Es geht genau um diese Gegenüberstellung zwei der größten Virtuosen ihrer Zeit“, schreiben Dr. Burkhard und Sibylle Schäfer im Booklet der CD, und ziehen Parallelen zwischen den beiden „charismatische[n] Künstler-Persönlichkeiten“ und „Genies“ – Garrett und seinem „Vorbild“ Paganini.
Garrett wirkte nicht nur als Musiker, sondern auch als Produzent und Komponist. Darüber hinaus war er für die Arrangements der Stücke verantwortlich und entwarf Cover und Design der CD. (siehe hier)
Die international bekannten Musiker Andrea Bocelli (Ma Dove Sei), Nicole Scherzinger (Io Ti Penso Amore) und Steve Morse (Scarlatti Sonate in F-moll K466) wirkten an dem Album mit.
Im Booklet der CD ist folgende Stellungnahme Garretts zu den Aufnahmen abgedruckt:

“Die Einspielung für den Paganini-Film war für mich das bisher intensivste Projekt, das ich gemacht habe. Es war schon immer ein besonderer Traum von mir, Musik für einen Film zu schreiben und zu arrangieren.”

„The recording for the Paganini film was the most intense project I have ever undertaken. It has always been a special dream of mine to write and arrange music for a film.“

## Titelliste
Folgende Titel sind auf dem Album zu finden:
| Nr. | Titel                                                               | Länge |
| --- | ------------------------------------------------------------------- | ----- |
| 1.  | Erlkönig (Franz Schubert)                                           | 3:13  |
| 2.  | Ma Dove Sei (David Garrett/Franck van der Heijden/Giancarlo Romita) | 4:10  |
| 3.  | Caprice No. 24 (Niccolò Paganini)                                   | 5:09  |
| 4.  | Io Ti Penso Amore (Niccolò Paganini)                                | 3:18  |
| 5.  | Devil’s Trill Sonata (Giuseppe Tartini)                             | 14:11 |
| 6.  | Sonata No. 12 in e minor, Opus 3 (Niccolò Paganini)                 | 3:38  |
| 7.  | Swan Lake Theme (Pyotr Ilyich Tchaikovsky)                          | 3:19  |
| 8.  | La Campanella (Niccolò Paganini)                                    | 5:41  |
| 9.  | Rachmaninoff Concerto No. 2 (Sergei Rachmaninoff)                   | 5:22  |
| 10. | Caprice No. 5 (Niccolò Paganini)                                    | 2:30  |
| 11. | A la Turca (Wolfgang Amadeus Mozart)                                | 2:35  |
| 12. | Scarlatti Sonata in f minor k466 (Domenico Scarlatti)               | 4:04  |
| 13. | Gypsy Dance (David Garrett/Franck van der Heijden)                  | 2:46  |
| 14. | Carnival of Venice (Niccolò Paganini)                               | 2:40  |
| 15. | Capriccio Tarantella (Henryk Wieniawski)                            | 1:34  |

## Mitwirkende
- Produzenten: [1]

David Garrett (Titel 1–15)
Franck van der Heijden (Titel 1–10, 12–15)
John Haywood (Titel 11)
- Zusätzliche Instrumental-Aufnahmen:

Verschiedene Orte, darunter
Wisseloord Studios, Hilversum
Power Sound Studios, Amsterdam
Bayerischer Rundfunk, Studio 1
Abbey Road, London
- Ausführender Produzent:

Rick Blaskey
- Mix:

Ronald Prent
Erik van der Horst
(Wisseloord Studios, Hilversum)
- Technik:

Franck van der Heijden
Ronald Prent
Erik van der Horst
Peter Urban
- Zusätzliche Programmierung:

John Haywood (Titel 11)
- Ensemble:

- Schlagzeug: 

Jeff Lipstein (Titel 2, 4, 5, 7, 11, 13)
Franck van der Heijden (Titel 1)
Steven Wolf (Titel 14)
- Bass: 

Jeff Allen (Titel 2, 4, 5, 7, 9–11, 13)
Franck van der Heijden (Titel 1)
Rogier van Wegberg (Titel 14)
- Klavier: 

John Haywood (Titel 2, 4, 6, 7, 9, 12, 13)
Frack van der Heijden (Titel 1)
- Streicher: 

Ricciotti Ensemble (Titel 2, 5–7, 9–13)
Münchner Rundfunkorchester (Titel 1, 3, 4, 8)
- Trompete: 

Ray Vega (Titel 14)
- Keyboards/Percussion:

Franck van der Heijden (Titel 1–13)
- Gitarre: 

Franck van der Heijden (Titel 1, 2, 4–7, 9–14)
- Gast-Künstler: 

- Gesang: 

Nicole Scherzinger (Titel 4)
Andrea Bocelli (Titel 2)
- Gitarre: 

Steve Morse (Titel 12)
- Projekt-Koordination:

Jamie Corby
für The Music & Media Partnership
- Produkt Management:

Chris Kershaw
Sergio Garcia Vidal
- Fotos:

Philipp Mueller
- Gestaltung und Cover-Design:

David Garrett
DANGEROUS, Berlin
- A&R Koordination:

Tony Dunne
- David Garrett – Internationales Management

Rick Blaskey
Jamie Corby
für The Music & Media Partnership